# Garpen, Karlskrona kommun
Garpen är en ort på ön Hasslö i Hasslö socken i Karlskrona kommun.
Från 1960 räknade Statistiska centralbyrån Garpen som en egen tätort. 1970 hade den vuxit samman med tätorten Hallarna och den nya orten benämndes Hasslö.

## Befolkningsutveckling
| Befolkningsutvecklingen i Garpen 1960–1965 | Befolkningsutvecklingen i Garpen 1960–1965 | Befolkningsutvecklingen i Garpen 1960–1965 | Befolkningsutvecklingen i Garpen 1960–1965 | Befolkningsutvecklingen i Garpen 1960–1965 |
| ------------------------------------------ | ------------------------------------------ | ------------------------------------------ | ------------------------------------------ | ------------------------------------------ |
|                                            |                                            |                                            |                                            |                                            |
| År                                         |                                            |                                            | Folkmängd                                  | Areal (ha)                                 |
| 1960                                       | 1960                                       |                                            | 284                                        | 38                                         |
| 1965                                       | 1965                                       |                                            | 288                                        | 38                                         |
| Anm.: Sammanvuxen med Hallarna 1970.       |                                            |                                            |                                            |                                            |